# Código de Nemequene

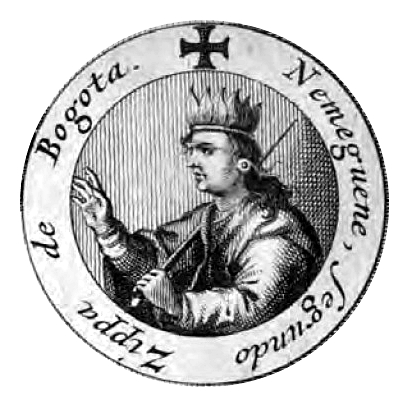
Nemequene representado en un grabado de la Historia General de las Conquistas del Nuevo Reino de Granada (1688), del cronista Lucas Fernández de Piedrahíta.

El Código de Nemequene fue un conjunto de leyes promulgadas por Nemequene, tercer zipa de Bacatá, quien gobernó entre 1490 y 1514. El Código de Nemequene se enmarca dentro del derecho indígena precolombino y, comparativamente, es muy similar a la noción occidental de Derecho consuetudinario. Las principales fuentes de información sobre el Código de Nemequene son los cronistas  españoles Juan de Castellanos (el primero que lo pone por escrito), Fray Pedro Simón y Lucas Fernández de Piedrahíta.
Buena parte de las normas establecidas por Nemequene permanecieron vigentes incluso después de la conquista española. En 1676, el cronista Lucas Fernández de Piedrahíta declaraba que los muiscas cumplían las normas del Código de Nemequene con tanta puntualidad, que aún permanecían parcialmente vigentes, aunque con la imposición de las leyes españolas ya se estaban dejando en el olvido. Por otra parte, algunos especialistas como el profesor Vicente Restrepo opinan que lo que Nemequene hizo en su Código fue recopilar y poner en vigor de nuevo antiguas leyes, acondiconándolas y reformándolas de acuerdo a las necesidades de su tiempo. Para esto, el profesor Restrepo se basa en el testimonio del cronista Fray Pedro Simón, quien presenta el contenido del Código como "leyes de inmemorable antigüedad". Así pues, Nemequene era considerado por los muiscas como el gran legislador después de Bochica.

## El Consejo Supremo
Para la indispensable observancia del Código, el zipa Nemequene dispuso la conformación de un Consejo Supremo presidido por el cacique de Suba, cuyo cargo al mando del Consejo sería hereditario, y ante cuya sentencia no había posibilidad de apelación.

## Contenido
Las leyes del Código de Nemequene fueron las siguientes:
- Pena de muerte contra el homicida, aunque le perdonasen la mujer, los padres y los parientes de la víctima, pues sólo Chiminigagua, quien daba la vida, podía perdonar al que la quitaba.

- Pena de muerte para el hombre soltero que violase a una mujer. En caso de que el hombre fuera casado, se le permitiría a dos hombres solteros dormir con su esposa, pues esta deshonra era considerada por los muiscas peor que la muerte.

- El hombre que cometiese incesto con su madre, hija, hermana o sobrina, sería metido en un pozo estrecho lleno de agua y sabandijas, y cubierto por una losa grande de piedra hasta que muriese. Lo mismo para las mujeres que incurriesen en el mismo delito.

- Pena de muerte para los sodomitas.

- Si una mujer moría al dar a luz, pero sobrevivía el bebé, el marido de la difunta debía hacerse responsable de la crianza de la criatura. En caso de que el bebé también muriera, el marido debía dar la mitad de sus bienes a sus suegros, o a los hermanos o parientes más cercanos de su difunta esposa. Si el marido no tenía posesiones suficientes, debía entregar a los deudos de su esposa un buen número de mantas de algodón. En caso contrario, se le perseguiría hasta darle muerte.

- Al ladrón de menor cuantía se le sentenciaba a la pena de azotes. Al ladrón de mayor cuantía se le dejaba ciego aplicándole fuego delante de los ojos. Al ladrón reincidente, se le clavaban punzantes espinas en los ojos.

- Ningún cacique o noble, por importante que fuera, podía subir en andas, sino solamente el zipa o la persona a quien él concediese ese privilegio (las andas eran un tablero con una silla adosada que, sostenido por dos varas paralelas y horizontales, servía para conducir al zipa sobre los hombros de sus criados).

- Sólo los uzaques (caciques feudatarios de más alta jerarquía después del zipa) tenían permiso para horadar sus narices para ponerse narigueras, y perforar sus orejas para ponerse pendientes y las joyas que quisiesen.

- Los bienes de las personas que morían sin herederos legítimos pasaban a ser propiedad del zipa. Los únicos herederos legítimos eran los sobrinos, los hermanos y los hijos, en ese orden.

- Al güecha que mostrase cobardía cuando fuera convocado para la guerra, o estando en ella, se le despojaría de sus vestiduras de hombre y se le obligaría a vestirse de mujer, ocupándose en las labores que consideraban propias del sexo femenino por el tiempo que el zipa juzgase conveniente.

- Pena de muerte al güecha que se retirase de la batalla antes de que lo hiciese su capitán.

- Para delitos menores o leves, las penas más comunes eran romper la manta del delincuente o cortarle el cabello.